# Тибор Раб
Тибор Раб (мађ. Rab Tibor; Геделе, 2. октобар 1955) је бивши мађарски фудбалер који је играо на на позицији дефанзивног играча и у клубу и у репрезентацији.

## Каријера

### Клуб
Рођен у Геделеу, Тибор Раб је играо клупски фудбал за Ференцварош и Монори СЕ.

### Репрезентација
Између 1975. и 1982. за репрезентацију Мађарске је одиграо 20 утакмица. Био је део репрезентације Мађарске за Светско првенство 1978. године, али није играо на турниру. На Светском првенству одржаном 1982. године је одиграо једну утакмицу и то против Аргентине

## Достигнућа
Ференцварош
- Прва лига Мађарске у фудбалу: 
  - шампион: 1975/76, 1980/81
- Куп Мађарске у фудбалу:
  - првак: 1975/76, 1977/78,
- Куп победника купова у фудбалу:
  - финалиста: 1974/75.[5] [6]